# 백가온
백가온(2006년 1월 23일 ~ )는 대한민국의 축구 선수로 포지션은 센터포워드, 오른쪽 윙어이며 현재 K리그2 부산 아이파크 소속이다.